# Lauren Hutton
Lauren Hutton (Charleston, 17 november 1943) is een Amerikaans model en actrice. 

## Leven en werk

### Afkomst en jeugd
Hutton werd in 1943 geboren in South Carolina. Nadat haar vader na de Tweede Wereldoorlog als militair in Engeland was gedemobiliseerd, scheidden haar ouders. Toen was ze twee jaar oud. Daarop verhuisde ze met haar moeder naar Florida. Ze had geen enkel contact met haar vader die in 1956 overleed. Ze volgde highschool en schreef zich in 1961 in aan de universiteit. 
Vervolgens leerde ze een negentien jaar oudere voormalige diskjockey kennen en trok met hem naar New York. Het paar verhuisde enkele keren en woonde onder meer in Europa, op de Bahama's en in New Orleans.

### Model
Omstreeks 1965 keerde Hutton terug naar New York om er een carrière als model te beginnen. In 1968 verscheen ze in een advertentie voor Chanel waarbij ze werd gefotografeerd door de invloedrijke mode- en portretfotograaf Richard Avedon.
In 1973 tekende ze een lucratief contract met de cosmeticamultinational Revlon. In die tijd was dit contract het duurste dat ooit in de geschiedenis van de mode-industrie werd afgesloten. Tien jaar lang verdiende Hutton jaarlijks 250.000 dollar voor twintig dagen werk. Dat contract vormde het startschot voor een heel lange carrière die ze ook als zeventiger voortzette. 
Aan het begin van de jaren negentig sloot ze een nieuw contract met Revlon af, wat haar modellenwerk bleef garanderen. Zo prijkte ze zesentwintig keer op de cover van Vogue. 
In de loop der jaren werkte ze onder meer voor Pepsi (Light) (1982), Barneys New York (1988), Calvin Klein (1993), David Jones Limited (1997), The Row (het modelabel van Mary-Kate en Ashley Olsen, 2008), Mango (2008), Lord & Taylor (de oudste Amerikaanse warenhuisketen, 2008), Badgley Mischka (Amerikaans modelabel, 2009), J.Crew (Amerikaans confectiekledingmerk, 2010), Tom Ford (2011), juweelontwerper Alexis Bittar (2011), Club Monaco (luxe vrijetijdskleding, 2011) en het Italiaanse modehuis Bottega Veneta (2016). 

### Actrice

#### Veelbelovende en succesrijke start
In 1968 debuteerde Hutton in de sportkomedie Paper Lion. In haar tweede film, het drama Pieces of Dreams (1970), vertolkte ze een sociaal werkster op wie een vooruitstrevende priester verliefd wordt en de twee krijgen een relatie. Nadat ze in die eerste twee films aan de zijde gespeeld had van Alan Alda en Robert Forster verscheen Hutton in haar derde film, de tragikomedie Little Fauss and Big Halsy (1970), naast een grote ster, Robert Redford (in de rol van een rokkenjager). In de Italiaanse komedie Permette? Rocco Papaleo (1971) werd ze in de rol van een fotomodel gekoppeld aan de Italiaanse ster Marcello Mastroianni. Ook in haar twee volgende films, The Gambler (1974) en Gator (1976), werd ze gecast samen met een beroemde tegenspeler: James Caan en Burt Reynolds. 
Dit culmineerde in 1980 in American Gigolo, wellicht de film waarvoor ze blijvend herinnerd wordt. In dit neo noir misdaaddrama begint zij, in de rol van een met een bekende politicus getrouwde maar onbevredigde vrouw, een geheime relatie met Julian (Richard Gere), een dure gigolo gespecialiseerd in oudere vrouwen. Ze is zo verslingerd aan hem dat zij een vals en compromitterend voor haar huwelijk getuigenis aflegt om de van moord beschuldigde Julian uit de gevangenis te halen.
Vermeldenswaardig uit die tijd is ook de knappe misdaadthriller en horrorfilm Someone's Watching Me (1978), een televisiefilm van horrorspecialist John Carpenter waarin ze in haar ruim appartement in Los Angeles door een geheimzinnige stalker wordt bespied en via vreemde geschenken en steeds verontrustender telefoontjes wordt lastiggevallen.
Ten slotte maakte Hutton deel uit van de ensemble cast van zowel het romantisch muzikaal drama Welcome to L.A. (1976) van Robert Altman-protégé Alan Rudolph als van de satirische tragikomedie A Wedding (1978) van Altman zelf.

#### Jaren tachtig en negentig en later
Het vervolg van haar carrière maakte de beloftes veel minder waar. In twintig jaar tijd was Hutton te zien in evenveel speelfilms (waaronder heel wat flops), voornamelijk komedies en genrefilms met een komische ondertoon (seksfilm, mysteryfilm, thriller, horrorfilm en mantel-en-degenfilm) en ook enkele drama's en thrillers (erotisch of met veel actie, mystery, suspense of horror).
In 1982 speelde ze mee in twee Franse films: de succesrijke komedie Tout feu, tout flamme en het bizarre drama Hécate, maîtresse de la nuit waarin zij de titelrol vertolkte van een mysterieuze en rebelse vrije femme fatale die verwarring zaait in het hart van de jonge consulaire ambtenaar die haar wil bezitten.
In de jaren negentig verzeilde haar acteercarrière meer en meer op de achtergrond. Vermeldenswaardig was haar rol in de komedie My Father the Hero (1994), een remake van het Franse filmsucces Mon père, ce héros, waarin ze gestalte gaf aan de ex-vrouw van titelrolspeler Gérard Depardieu. 
Vanaf de eenentwintigste eeuw verdween Hutton bijna helemaal van het scherm.

### Televisie
Uit de jaren zeventig valt de eerder vermelde film Someone's Watching Me op. De jaren tachtig waren de drukste op televisiegebied: ze was betrokken bij een aantal films en enkele miniseries en ze had een rol in de soapseries Paper Dolls en Falcon Crest. Haar televisiewerk viel in de jaren negentig en in de eenentwintigste eeuw bijna stil. Vermeldenswaardig is enkel haar acteren in de soapserie Central Park West.

## Filmografie
- 1968 - Paper Lion (Alex March)
- 1970 - Pieces of Dreams (Daniel Haller)
- 1970 - Little Fauss and Big Halsy (Sidney J. Furie)
- 1971 - Permette? Rocco Papaleo (Ettore Scola)
- 1974 - The Gambler (Karel Reisz)
- 1976 - Gator (Burt Reynolds)
- 1976 - Welcome to L.A. (Alan Rudolph)
- 1977 - Viva Knievel! (Gordon Douglas)
- 1978 - A Wedding (Robert Altman)
- 1978 - Someone's Watching Me (John Carpenter) (televisiefilm)
- 1980 - American Gigolo (Paul Schrader)
- 1981 - Zorro, The Gay Blade (Peter Medak)
- 1981 - Paternity (David Steinberg)
- 1982 - Tout feu, tout flamme (Jean-Paul Rappeneau)
- 1982 - Hécate, maîtresse de la nuit (Daniel Schmid)
- 1984 - Lassiter (Roger Young)
- 1985 - Once Bitten (Howard Storm)
- 1985 - Perfect (James Bridges)
- 1986 - Flagrant désir (Claude Faraldo)
- 1987 - Malone (Harley Cokeliss)
- 1988 - Run for Your Life (Terence Young)
- 1988 - Forbidden Sun (Zelda Barron)
- 1990 - Fear (Rockne S. O'Bannon)
- 1991 - Missing Pieces (Leonard B. Stern)
- 1991 - Miliardi (Carlo Vanzina)
- 1991 - Guilty as Charged (Sam Irvin)
- 1994 - My Father the Hero (Steve Miner)
- 1997 - A Rat's Tale (Michael F. Huse)
- 1998 - Studio 54 (Mark Christopher)
- 1998 - Just a Little Harmless Sex (Rick Rosenthal)
- 1999 - Loser Love (Jean-Marc Vallée)
- 2009 - The Joneses (Derrick Borte)
- 2018 - I Feel Pretty (Abby Kohn en Marc Silverstein)